# (892) Seeligeria
(892) Seeligeria est un astéroïde évoluant dans la ceinture principale, découvert le 31 mai 1918 par l'astronome allemand Max Wolf depuis l'observatoire du Königstuhl.
Il est nommé en hommage à l'astronome allemand Hugo von Seeliger.